# Thomas Hope

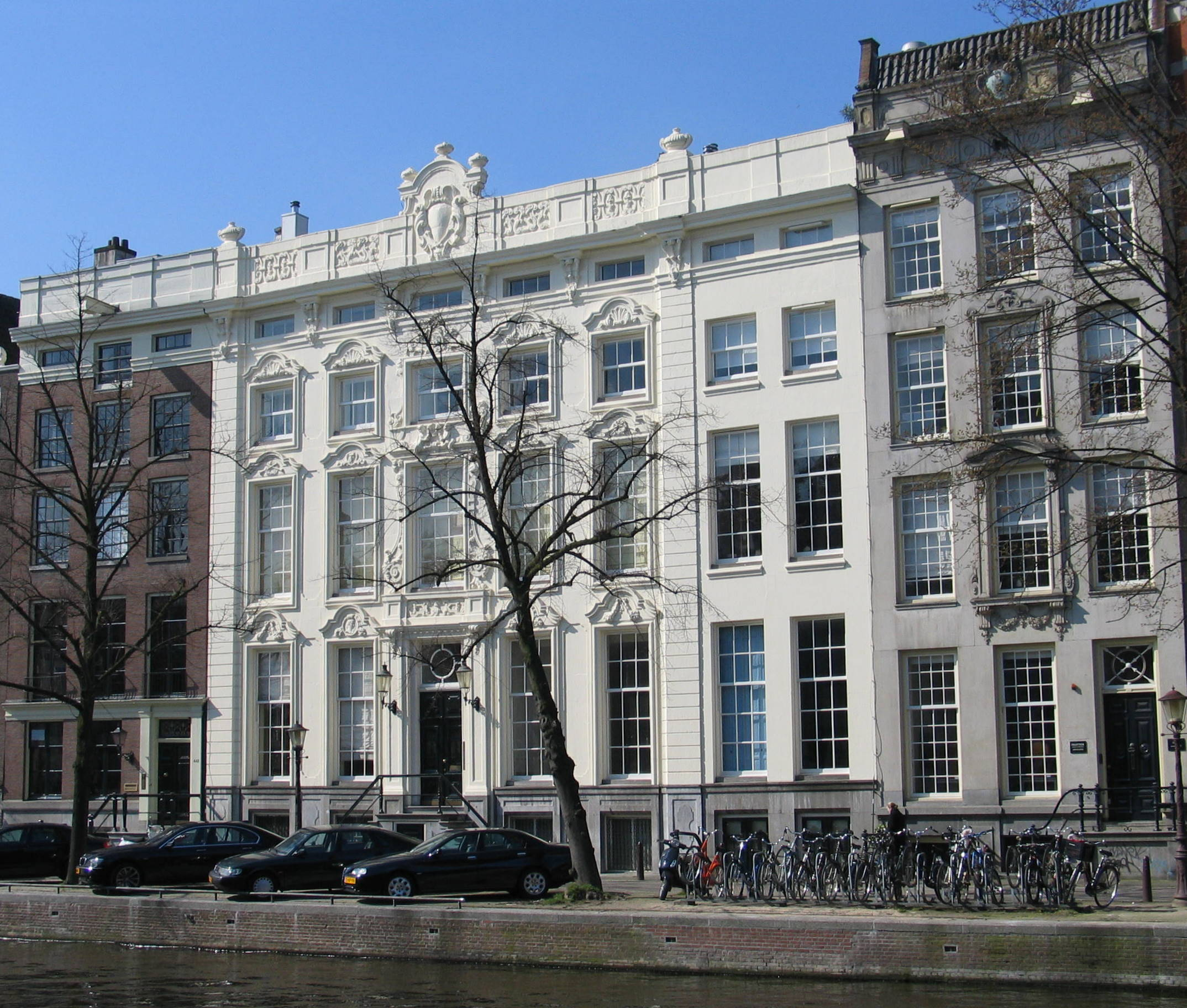
De voormalige bank Hope & Co (in het midden)

Thomas Hope (Rotterdam, 1704 - 1779) was een Nederlandse bankier en representant-bewindhebber bij de West-Indische Compagnie (WIC).

## Familie Hope
De familie Hope stamt oorspronkelijk uit Schotland. Archibald Hope, de vader van Thomas, was de Quakerbeginselen toegedaan. Archibald speelde in combinatie met een of meer van zijn zoons een hoofdrol in Rotterdamse actiehandel rond 1720. Zijn oudste zoon Henry zocht zijn geluk in de Verenigde Staten. Isaac en Zacharias bleven in Rotterdam. (Als reders organiseerden zij in 1735 de overtocht van Zwitserse, doopsgezinde emigranten naar Pennsylvania). Archibald en zijn broer Thomas verhuisden naar Amsterdam.

## Hope & Co
In 1726 stichtte Thomas samen met zijn broer Archibald het handels- en bankiershuis Hope & Co. Toen de zaken in zeeverzekeringen en de handel op Engeland, Amerika en West-Indië goed ging, kwam ook de jongere broer Adrian erbij. De stadhouders Willem IV en Willem V (1766) benoemden Thomas Hope als hun representant bij de WIC. Thomas Hope bedacht een systeem van kostencalculatie.
Thomas Hope wordt als auteur beschouwd van de Propositie: een voorstel aan de Staten-Generaal in 1751 om de achteruitlopende handelspositie van Holland te verbeteren door afschaffing van de uitvoerrechten en verlaging van de invoerrechten. Het voorstel stond geruime tijd op de agenda, maar is nooit uitgevoerd.
De zaken verliepen voor de gebroeders Hope (en menig ander handelshuis) voorspoedig, onder meer als gevolg van de leningen aan de oorlogvoerende landen Engeland en Frankrijk (1756-1763). In 1758 kocht Thomas het riante pand Keizersgracht 444-446 van Mattheus Lestevenon, inmiddels ambassadeur in Frankrijk. In 1759 had het bedrijf van de gebroeders Hope 26 medewerkers. Het belendende pand 448 is in 1763 aangekocht voor Henry Hope, de neef uit Amerika. 
In 1763 gingen betrekkelijk veel Amsterdamse handelshuizen failliet, toen de Gebroeders De Neufville niet aan hun verplichtingen kon voldoen. Het gevolg was een internationale financiële crisis. Ook Isaac de Pinto kwam in de problemen en moest zijn huis opgeven. De bank Hope & Co floreerde evenwel op het terrein van obligatieleningen en aandelenemissies.

## Andere bewoners/gebruikers Keizersgracht 444
- Mattheus Lestevenon, stadssecretaris
- Thomas Hope's broer Adrian Hope, zijn weduwe Margaretha Marcelis en hun zoon Jan Hope, koopman-bankier
- Adriaan van der Hoop, bankier
- Het Gemeentelijk Gasbedrijf hield er kantoor, vanaf de oprichting in 1889
- De eerste Openbare Bibliotheek van Amsterdam, vanaf 1919